# 20N

Bandera de Falange Española, partido político fundado por José Antonio y que suele exhibirse en las conmemoraciones del 20N.

20N o 20-N es el nombre que recibe en España el día 20 de noviembre en el contexto de la conmemoración del aniversario de los fallecimientos de José Antonio Primo de Rivera y Francisco Franco (en 1936 y 1975 respectivamente) por sectores cercanos o simpatizantes del franquismo. La conmemoración propiamente dicha se desarrolla en días próximos al aniversario, generalmente durante el fin de semana anterior o posterior.

## El 20N durante el franquismo (1936-1975)
El 20 de noviembre de 1936, en los inicios de la guerra civil española, fue fusilado en Alicante José Antonio Primo de Rivera, fundador de Falange Española. Posteriormente, la propaganda del franquismo hizo de Primo de Rivera, al que en la época se nombraba simplemente como José Antonio, un mártir precursor de su causa y el 20 de noviembre se convirtió oficialmente en el Día del Dolor.[cita requerida] Sin embargo nunca se utilizó la denominación 20N para la conmemoración de la muerte de José Antonio.

## La muerte de Franco y los primeros 20N
El 20 de noviembre de 1975 es la fecha de la muerte de Francisco Franco. La coincidencia con la conmemoración de la muerte de José Antonio Primo de Rivera hizo que el 20 de noviembre se convirtiera en la fecha escogida por los nostálgicos del régimen franquista para manifestarse.
En el primer aniversario, el 20 de noviembre de 1976, se ofició un funeral oficial en el Valle de los Caídos, presidido por los Reyes de España, Juan Carlos I y Sofía de Grecia, al que acudieron miembros del Gobierno, altas jerarquías de las distintas instituciones civiles y militares y de la Secretaría General del Movimiento y un millar de jefes y oficiales de los tres Ejércitos. Durante el funeral se rindieron honores militares. 
Ese mismo día por la tarde se celebró en el mismo lugar otro funeral convocado por la Fundación Francisco Franco que reunió a varias decenas de miles de asistentes, unos cincuenta mil según los convocantes.
Pero el verdadero primer «20-N» fue una concentración realizada en la plaza de Oriente de Madrid siguiendo la convocatoria de la Confederación Nacional de Excombatientes, que contó con el apoyo de la también neofranquista Fuerza Nueva. En los panfletos que se distribuyeron por la capital convocando el acto de homenaje al Caudillo se decía lo siguiente:

¡¡ESPAÑOLES!!
El 20 de noviembre de 1975, Franco nos ofreció su último mensaje:
Nos pedía unidad, perseverancia en la justicia, entendimiento común y amor a España.
El 20 de noviembre de 1976, iremos a la plaza de Oriente para proclamar ante el mundo que los españoles no olvidan este mandato.
En la memoria del Caudillo muerto, únete a nosotros.
¡¡Por España, adelante!!
1,30 de la tarde.
Confederación Nacional de Combatientes.

En el resto del país se celebraron numerosos actos organizados por las autoridades o sectores falangistas, fundamentalmente funerales y misas, y al menos en Bilbao y Barcelona hubo pequeñas manifestaciones a la salida de los actos religiosos. 

En los años siguientes todos los «20N» se volvieron a celebrar concentraciones en la plaza de Oriente, con la esperanza de conformar un movimiento neofranquista que recogiera a todos aquellos que seguían apoyando el «legado de Franco». Así lo expresó el exministro y camisa vieja falangista José Antonio Girón de Velasco, presidente de la Confederación Nacional de Excombatientes que había convocado el primer «20N»: «Las vibraciones que la invocación de su nombre [Franco] representa, las interminables colas ante su cadáver... no se trata de contingentes residuales, sino de una fuerza potencial incalculable». Según José Luis Rodríguez Jiménez, los partidos y organizaciones neofranquistas, como Fuerza Nueva y la Confederación, y los neofascistas, como Falange Española de las JONS, Falange Española Independiente o los Círculos José Antonio, «concebían estas concentraciones como una oportunidad para expresar su repulsa al régimen democrático a partir de dos figuras Franco y Primo de Rivera, que habían simbolizado la lucha contra las fórmulas democráticas, así como para obtener la mayor repercusión posible ante la opinión pública y hacer llegar su respaldo a los militares involucionistas que buscaban argumentaciones para sus proyectos golpistas».
Aunque las cifras de asistentes fueron siempre muy controvertidas, lo cierto fue que la participación fue muy numerosa hasta 1982 (por ejemplo, el «20N» de 1980 reunió a 350 000 personas según la policía y a más de un millón según los organizadores). Según Rodríguez Jiménez, los que acudían a estos actos conformaban en buena parte el denominado «franquismo sociológico», pero muchos de ellos no votaban a partidos neofranquistas o neofascistas sino a Alianza Popular e incluso, aunque en menor medida, a Unión de Centro Democrático.
A partir de 1982 los «20N» se convirtieron en la ocasión para que nostálgicos del régimen franquista, falangistas y otros grupos de extrema derecha expresaran su oposición a la democracia. A partir del golpe de Estado fallido del 23 de febrero de 1981, conocido como 23F, las concentraciones del «20N» empezaron a servir también para manifestar el apoyo de estos grupos a los golpistas encarcelados. Las convocatorias se hacían para el domingo más cercano al 20 de noviembre. Entre 1984 y 1992, al no ser autorizadas en la plaza de Oriente, fueron convocadas en la plaza de San Juan de la Cruz, frente a la estatua ecuestre de Francisco Franco. En 1986 la manifestación celebrada en Madrid el 23 de noviembre congregó alrededor de 100 000 asistentes.

## Evolución del 20N
A partir de los años 1980 y coincidiendo con la desaparición del partido Fuerza Nueva, las conmemoraciones del 20N quedaron pronto reducidas a grupos muy minoritarios ligados a la extrema derecha ultranacionalista.
Como reacción a las manifestaciones y actos de signo ultraderechista, empezaron a convocarse en la misma fecha del 20 de noviembre contramanifestaciones y otros actos por parte de grupos de extrema izquierda. El acto central suele ser una manifestación en Madrid que concluye ante la Facultad de Derecho de la UCM, en la Ciudad Universitaria, donde rivalizaron durante la Transición Española estudiantes del SEU con otros de la extrema izquierda, durante los últimos años de la dictadura franquista. 
En los primeros años del siglo XXI se produjeron altercados y momentos de tensión relacionados con el enfrentamiento entre grupos de signo político opuesto. Una conmemoración especialmente tensa fue la del año 2007, debido al asesinato pocos días antes de Carlos Javier Palomino. Palomino, menor de edad y miembro de un grupo antifascista, acudía a una contramanifestación de una manifestación contra la inmigración convocada por el grupo ultraderechista y xenófobo Democracia Nacional, cuando fue apuñalado en la estación de Legazpi, en Madrid por Josué Estábanez, un soldado profesional de ideología neonazi que acudía a la manifestación del partido ultraderechista. En la sentencia se reconoce que el asesinato fue por motivos ideológicos.
Ese mismo año de 2007, uno de los actos centrales de las conmemoraciones del 20N convocado por la Confederación Nacional de Combatientes, del sector franquista más ortodoxo, reunió a menos de quinientas personas en la Plaza de Oriente de Madrid.

## Las conmemoraciones en el Valle de los Caídos

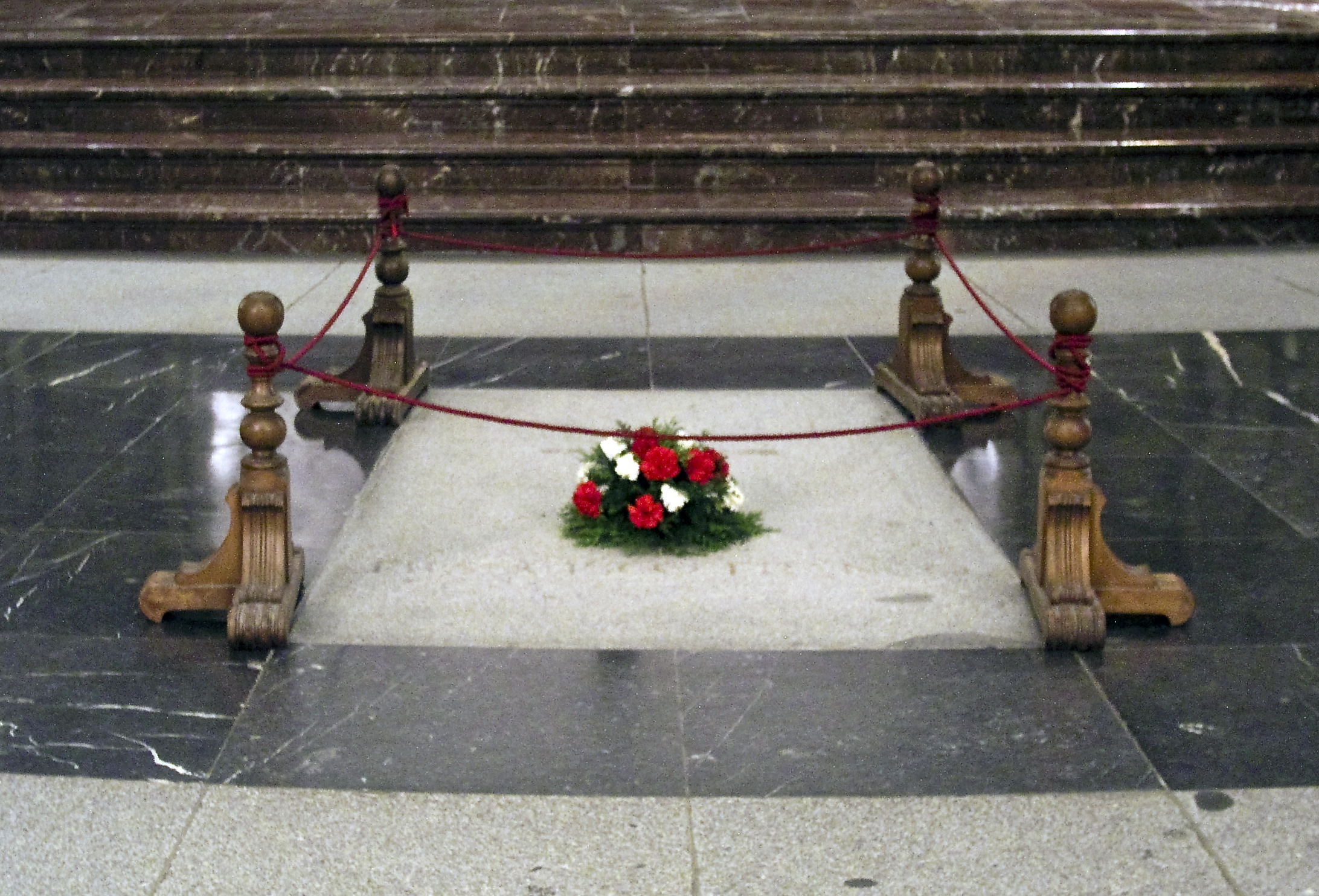
Tumba de Francisco Franco en el Valle de los Caídos. Este lugar fue el centro de las conmemoraciones de los nostálgicos del franquismo hasta la exhumación del cuerpo y su traslado al cementerio de Mingorrubio.

Un lugar importante en el conjunto de actos que se celebran ese día era el Valle de los Caídos, ya que allí está enterrado Primo de Rivera. La Fundación Nacional Francisco Franco convocaba todos los años una misa funeral por Franco y José Antonio. Falange Española de las JONS también acudía al Valle de los Caídos para realizar un homenaje en la tumba de José Antonio, pero nunca en la de Franco; mientras que los falangistas de Falange Auténtica realizaban su homenaje en Alicante donde fue fusilado José Antonio, evitando coincidir con los franquistas que acudían al Valle. 
Con la entrada en vigor de la Ley de Memoria Histórica en el Valle de los Caídos no pueden realizarse actos que ensalcen la dictadura franquista, por lo que este lugar ha dejado de ser el centro de las conmemoraciones. El 20 de noviembre de 2008 solamente setenta personas acudieron a la misa funeral en el Valle de los Caídos. En el acceso, para asegurar el cumplimiento de la Ley de Memoria Histórica, un amplio despliegue policial impidió introducir en el recinto símbolos políticos. El sábado siguiente, 22 de noviembre, apenas doscientas personas participaron en una marcha conmemorativa.
Finalmente, por decisión del abad del monasterio del Valle de los Caídos, el funeral en memoria de Franco y José Antonio se sustituye, a partir de 2009, por unas exequias por los caídos en ambos bandos durante la Guerra Civil que se celebran el 3 de noviembre; mientras que la «memoria litúrgica» de los aniversarios de Franco y José Antonio, se efectuará durante la misa conventual del día 20 de noviembre.

## Otras muertes
El 20 de noviembre es también el aniversario del asesinato de los políticos nacionalistas vascos Santiago Brouard, asesinado en 1984, y Josu Muguruza, asesinado en 1989. En ambos casos se cree que la fecha del asesinato fue elegida simbólicamente para coincidir con el 20N.[cita requerida] El de Brouard fue obra del GAL, pero en el caso de Muguruza no se pudo demostrar dicha conexión.

## El 20N en el cine y la literatura
- El libro Alcalá 20-N basa su título en este significado.
- La película 20 N, los últimos días de Franco (España, 2008) narra estos acontecimientos.